# GfK
A GfK (Gesellschaft für Konsumforschung, atualmente Growth from Knowledge; Crescimento pelo Conhecimento, em português), é uma empresa de estudos de mercado de origem alemã, criada em 1934, com sede em Nuremberg. É a maior empresa do ramo na Alemanha, e a quinta em termos mundiais.
Foi fundada em 1934, por uma associação de professores universitários, dos quais se destaca Ludwig Erhard, que seria, mais tarde, Ministro da Economia e Chanceler da Alemanha.
A empresa entrou no Brasil em 2002, e desde 2015, mediava a audiência da televisão brasileira e formou concorrência ao Ibope que medirá 35% a mais do que a empresa brasileira oferece. As redes SBT, Rede Record, RedeTV! e Rede Bandeirantes assinaram o contrato de 100 milhões de dólares. Com essa nova medição, encerrará um monopólio do Ibope que durou por mais de 30 anos. Dentre as maiores emissoras, apenas a Rede Globo se recusou a assinar com a GFK, mantendo acordo com o Instituto Brasileiro de Opinião Pública e Estatística. Mais tarde, a Rede Bandeirantes deixou a parceria com a GFK, por causa do valor alto. Em 21 de setembro de 2017, o instituto anunciou o encerramento de suas atividades no Brasil, com a demissão de 150 funcionários. O motivo se deve a situação econômica do Brasil, além de uma disputa judicial com as emissoras que formam o grupo Simba Content (RecordTV, RedeTV! e SBT).
Em Portugal, ficou a medidora oficial do país em meados de 2011, envolto em alguma polêmica com os canais TVI e RTP1, que continuaram a usar os dados da antiga medidora Marktest. Porém a partir de 2014, todos os canais generalistas adotaram a GFK como a medidora oficial, depois de ter sido feito uma auditoria.

## História
A GfK foi fundada como GfK-Nürnberg Gesellschaft für Konsumforschung e. V. em 1934 por professores universitários de Nuremberg, entre eles Ludwig Erhard, futuro ministro de assuntos econômicos e Chanceler Federal da Alemanha O conceito foi desenvolvido pelo cofundador Wilhelm Vershofen.
Inicialmente, a associação realizou 71 estudos diferentes, entre eles:
- Conscientização de marcas comerciais
- Cuidados pessoais e consumo de sabão na Alemanha
- Estrutura do consumo de cerveja na Alemanha
- Pacientes e farmacêuticos
- Avaliação por motoristas de mapas rodoviários de empresas de combustível

Após a guerra, as atividades da GfK durante os anos de 1934 a 1945 foram investigadas pelas forças de ocupação norte-americanas. Após a investigação, a GfK recebeu uma licença para retomar suas atividades em 1947.
Nos anos 1950, a GfK deu início ao seu primeiro painel doméstico e o expandiu internacionalmente. Nos anos 1970, a GfK lançou um painel de varejo para rastrear dados de consumos nas categorias de tecnologia e duráveis. A partir de 1984, a GfK também começou a acompanhar dados de audiência de TV.  
Em 1984, as atividades comerciais deram origem à GfK GmbH, a qual foi renomeada para GfK AG em 23 de janeiro de 1990.[10] Na época, a "GfK Association" limitava-se a promover pesquisas de mercado e vendas. 
Em sua jornada de transformação digital, e ao recrutar alguns dos maiores especialistas do mundo em inteligência artificial (IA), design e produtos, a GfK deu início em 2017 ao desenvolvimento de produtos digitais e analíticos. Em 2020, a GfK lançou a gfknewron, uma plataforma baseada em IA em que os clientes podem acessar dados e insights relevantes em tempo real e receber recomendações de ação com base em previsões.

## Organização
Administração
A equipe de administração da GfK SE é composta por seis pessoas (em 1º de fevereiro de 2021):
- Peter Feld (CEO)
- Sean O’Neill (CPO)
- Lars Nordmark (CFO)
- Jutta Suchanek (CHRDO)
- Joshua Hubbert (COO)
- Benjamin Jones (CTO)

## Direção estratégica
Além de coletar e processar dados do comportamento de consumidores, os negócios principais da GfK também incluem fornecer recomendações para empresas usando aplicações baseadas em tecnologia. 
A GfK atende aos seguintes setores no mundo inteiro: industria de tech & durables, varejo, bens de consumo, automotivo, serviços financeiros, mídia e entretenimento.
A empresa coleta dados de mais de 180 milhões de SKUs e realiza pesquisas com mais de dois milhões de pessoas em 15 países, sempre trabalhando de acordo com as regras aceitas de marketing e as práticas e diretrizes de pesquisas de opinião produzidas pelo mercado e por associações de pesquisas sociais (como os padrões ESOMAR) que contêm requisitos obrigatórios. Ao fornecer insights em tempo real sobre a atividade do mercado, a GfK permite que os clientes tomem decisões de negócios importantes em áreas como marketing e vendas.
Desde 2020, a GfK oferece a seus clientes uma plataforma baseada em IA que usa dados relevantes para fornecer previsões e produzir recomendações para facilitar a tomada de decisões de negócios críticas.

## GfK Entertainment
As paradas da GfK Entertainment (anteriormente denominada como Media Control Charts) é a principal parada musical da Alemanha. Ela está dividida em diversas categorias, sendo que as mais importantes são "German Top 100 Singles" e "Top Albums". As estatísticas são produzidas e divulgadas pela Media Control GfK International. É apresentada por diversas emissoras de televisão, como por exemplo a VIVA.
- Top 100 Singles
- Top 100 Álbuns
- Top-50 ODC (Official Dance Charts)
- Classic Top-20 Charts
- Jazz Top-30 Charts
- Compilation Charts
- Schlager TOP-20 Longplay-Charts
- Music DVD Top-20 Charts
- TOP-5 New Entries per SMS